# Fira Internacional del Llibre de Santiago
La Fira Internacional del Llibre de Santiago (Filsa) és una fira del llibre xilena que es realitza anualment a Santiago durant el trimestre octubre-desembre, i és organitzada per la Cambra Xilena del Llibre.

## Història

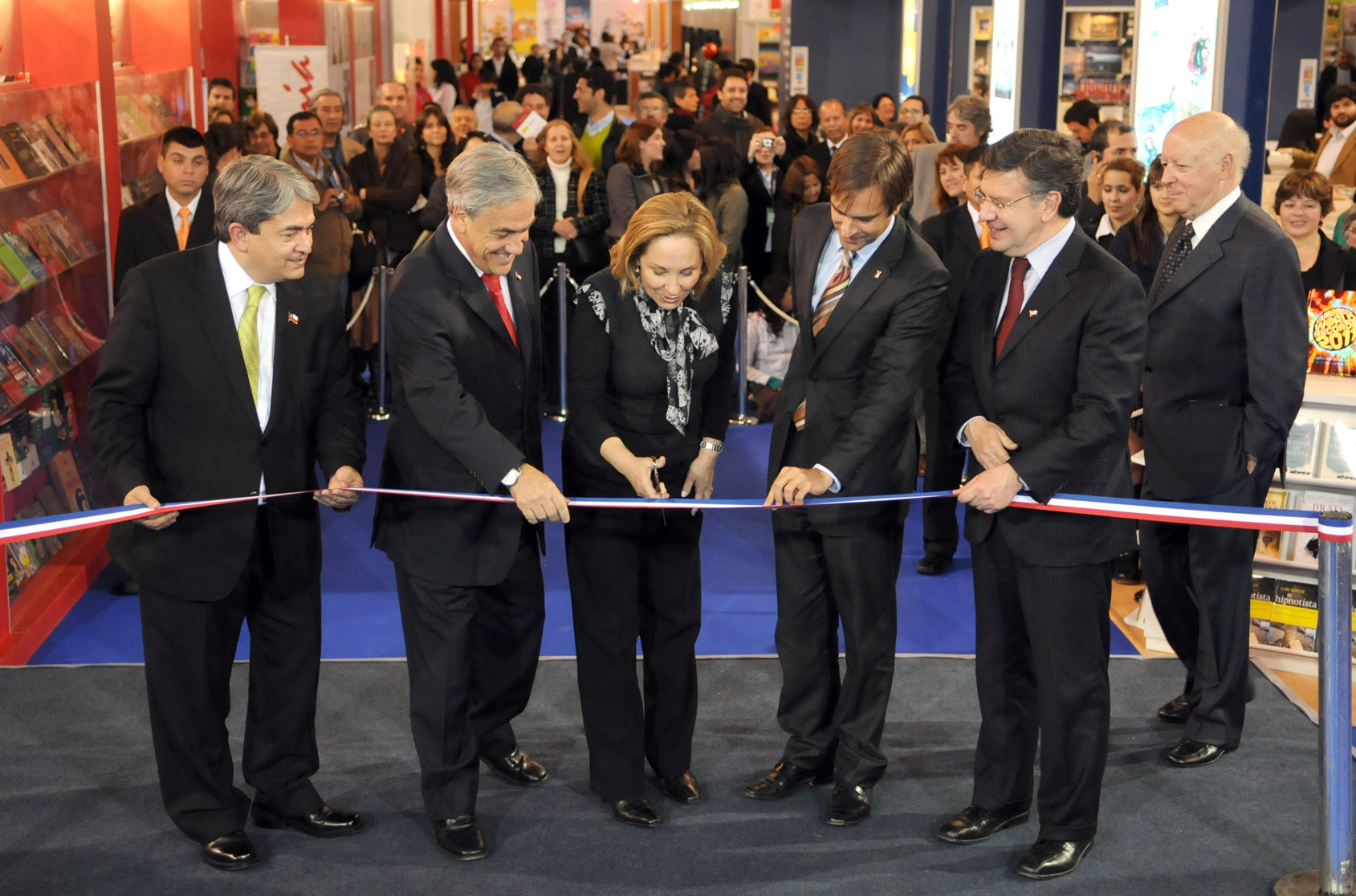
Inauguració de la Fira Internacional del Llibre de Santiago en 2010.

Va ser creada en 1981, per iniciativa de l'alcalde de Santiago de l'època, Carlos Bombal. Originalment es realitzava al Parc Forestal, darrere del Museu Nacional de Belles arts; no obstant això, des de 1989 se celebra al Centre Cultural Estació Mapocho.
En 1990 se li va agregar la qualificació de "Internacional" i en 2011 va haver-hi, per primera vegada, un sector dedicat al llibre electrònic. Aquest any es va registrar un total de 260.000 visites, va haver-hi més de 500 activitats culturals, 400 escriptors i més de 700 segells editorials representats en més de 10.000 metres quadrats d'exhibició.
En el mateix lloc on antigament es desenvolupava la Fira del Llibre de Santiago, a partir de 2003 se celebra a l'estiu, al gener, la Fira del Llibre Parc Forestal, a la plaça Juan Sebatián Bach/Museu d'Art Contemporani, amb entrada gratuïta i de caràcter nacional.

## Crítiques
Després de 20 anys d'haver-se canviat al Centre Cultural Estació Mapocho, alguns escriptors i editors encara trobaven a faltar l'esperit original de la fira, quan funcionava al Parc Forestal. Així, Pablo Huneeus deia en 2010 que la principal contribució de la Fira era portar el llibre al carrer: "Escriure a Xile per als xilens. És el que feien els impressionistes, pintar no en l'Acadèmia, sinó en el lloc dels fets. És un altre el resultat, més real i proper al cor […] En recinte tancat, on cobren per entrar, la Fira es va embuatar. Em quedo amb la del Jumbo: gratis, més barata i major varietat de llibres nacionals". Ramón Díaz Eterovic comentava sobre aquest tema: "La Fira semblava pensada a escala humana i era un punt de trobades molt animades pels quals llavors érem escriptors joves. Encara no es convertia en una espècie de vagó del metro en el qual cal obrir-se pas a cops de colze".
Poc després d'acabada la XXXV Fira Internacional de Santiago, a finalitats de 2015 es va desenvolupar una nova etapa del conflicte que s'arrossegava des de l'any anterior a causa de la diferència d'interessos entre editors i venedors, i que va culminar amb la sortida de nou editorials, entre elles, les més grans del país. Entre les editorials que hi van renunciar hi havia Calç i Canto, Catalonia, Cosar, Edebé, Ediciones B, Nueva Patris, Penguin Random House, Planeta i Zig-Zag. Això va generar queixes de part de la Corporació del Llibre i la Lectura —nou organisme creat pels quals es van retirar—, sobre com es realitzaria la FILSA 2016 i la seva participació en ella.
Una de les crítiques recurrents a la FILSA era el preu de les entrades i la limitació en les invitacions a les presentacions de llibres, que, a més, en 2014 van deixar de permetre l'entrada gratis i solament donava dret a una rebaixa. Per 2016, després d'una reunió entre la Cambra i el Consell Nacional de la Cultura i les Arts, es va acordar que l'ingrés a totes les activitats culturals específiques de la Fira serà gratuït; a més, com es demanava, per primera vegada hi haurà un abonament que permetrà ingressar tots els 17 dies (per 5 000 pesos, econòmic si es té en compte que el preu d'una entrada general és de 2 000) i es mantindran els dies especials amb entrada gratis per a dones (dimecres); adults majors (dilluns); estudiants (dijous) i professors (divendres).